# غارتگر ۲
غارتگر ۲ (به انگلیسی: Predator 2) عنوان دنباله فیلم تخیلی و ترسناک غارتگر می‌باشد که توسط استفن هاپکینز کارگردانی و در سال ۱۹۹۰ اکران عمومی شد.

## داستان فیلم
در یکی از شهرهای آشوب زده آمریکا موجودی فضایی دست به کشتار مردم می‌زند. نیروی پلیس به فکر مقابله با این موجود می‌پردازد درحالیکه توان مقابله با او را ندارد اما یک افسر پلیس…

## بازیگران
- دنی گلاور
- گری باسی
- ماریا آلونسو
- روبن بلادس
- بیل پاکستون
- سیلویا کادرز

## بودجه، فروش
برای ساخت این فیلم سی و پنج میلیون دلار هزینه شد. غارتگر ۲ در گیشه بیش از پنجاه و هفت میلیون دلار فروش کرد.

## بازی ویدئویی
بازی‌ای براساس این فیلم در سال ۱۹۹۲ برای کنسول سگا جنسیس ساخته شد.